# Gonolobus albiflorus
Gonolobus albiflorus är en oleanderväxtart som beskrevs av W.D.Stevens. Gonolobus albiflorus ingår i släktet Gonolobus och familjen oleanderväxter. Inga underarter finns listade i Catalogue of Life.